# BeeTagg

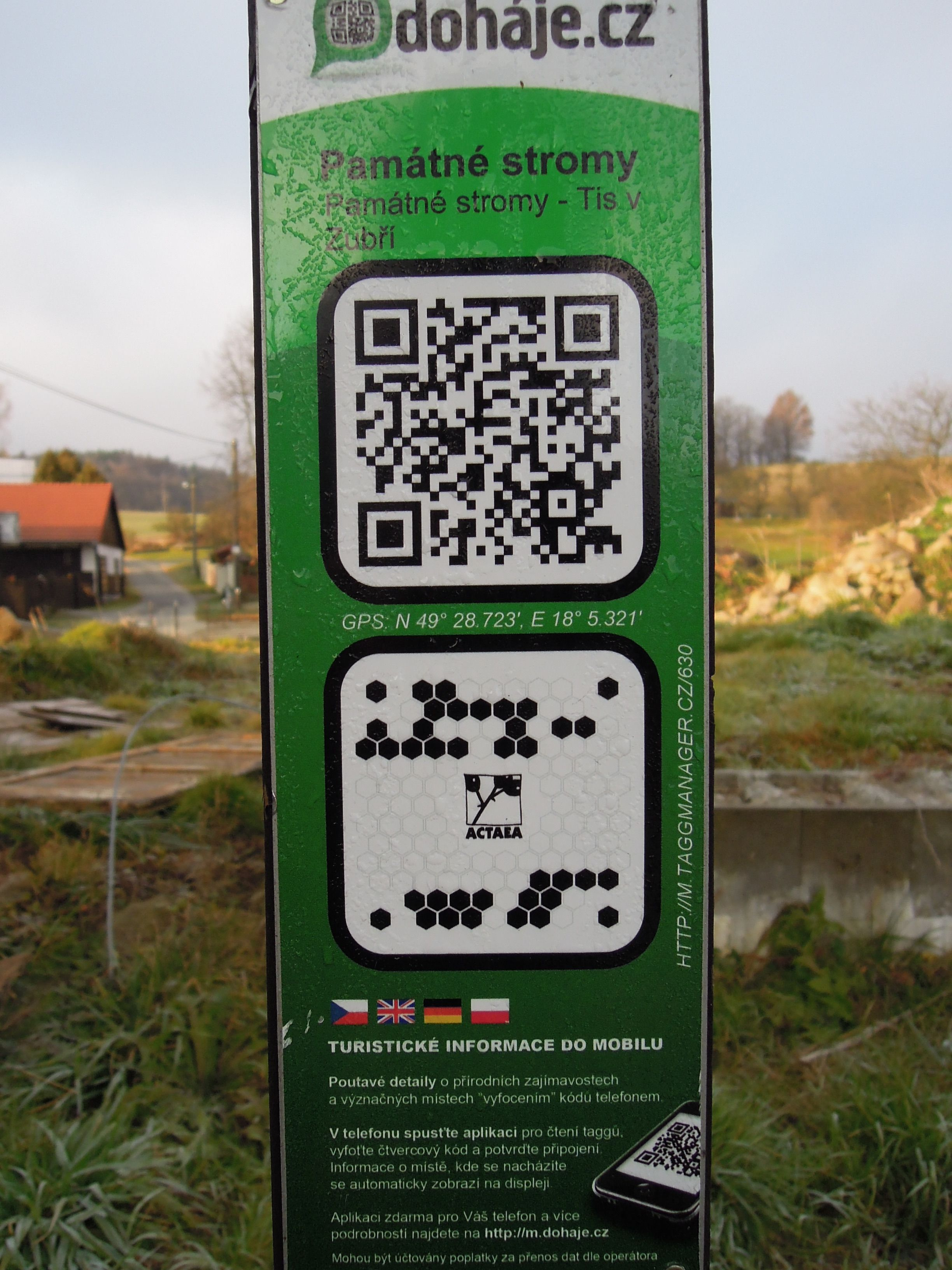
Beispiel für QR-Code (oben) und BeeTagg (unten) in Zubří, Tschechien.

BeeTagg war ein 2D-Barcode mit wabenförmigen Strukturen, der sich für Mobile-Tagging eignet. Mit entsprechender Software (BeeTagg Reader) ausgerüstet kann der BeeTagg mit dem Mobiltelefon gelesen werden. BeeTagg wurde von der Schweizer Firma connvision AG entwickelt. Heute (Stand 2017) vermarktet das Unternehmen unter der Bezeichnung Produkte im Bereich herkömmlicher QR-Codes mit quadratischen Elementen.

## Funktionsprinzip
Im Gegensatz zu anderen 2D-Barcodes (wie z. B. QR-Code, Semacode u. a.) beinhaltet ein BeeTagg nicht unmittelbar Anwendungsinformationen. Vielmehr werden diese erst durch einen Webzugriff auf den BeeTagg-Server dem entsprechenden BeeTagg-Code zugeordnet. Es gibt 1034 mögliche unterschiedliche BeeTaggs.

## Briefmarke
Im Herbst 2007 verkaufte die Schweizer Post eine Briefmarke, auf der ein BeeTagg abgebildet ist, der als Link zu einem Gewinnspiel und zur Anforderung von Informationen dient.